# Mike Figgis
Michael Figgis (nascut el 28 de febrer de 1948) és un director de cinema, guionista i compositor anglès. Va ser nominat a dos Premis Oscar pel seu treball a Leaving Las Vegas (1995). Figgis va ser el mecenes fundador de la comunitat en línia de cineastes independents Shooting People.

## Primers anys
Figgis va néixer a Carlisle, Cumberland, i va créixer a Nairobi, Kenya fins als vuit anys. La resta de la seva infància la va passar a Newcastle upon Tyne, on es va educar a la Kenton Comprehensive School (entre els seus professors van estar el músic Ian Carr i el locutor John Walters). Va estudiar música al Trent Park College, aleshores part de l'Institute of Education, University of London, on va "viure una mentida" durant tres anys; segons les seves paraules, havia "encallat [el seu] camí cap a la música sense poder llegir música", tot i que després va aprendre a estudiar harmonia, contrapunt i composició.

## Carrera
El primer interès de Figgis va ser per la música. Va tocar la trompeta i la guitarra a The People Band i és audible en el seu primer disc (produït per Charlie Watts) el 1968. També va tocar els teclats per a la primera banda de Bryan Ferry, The Gas Board. El 1983 va dirigir una obra de teatre, produïda al Theatre Gerard-Philipe (Saint-Denis, París). Aquesta obra es va representar amb gran èxit al Festival de Grenada i al Theater der Welt (Munic).
Després de treballar al teatre (era músic i intèrpret al grup experimental People Show) Figgis va fer el seu debut al llargmetratge amb el baix pressupost Dilluns tempestuós el 1988. La pel·lícula li va cridar l'atenció com a director que podia obtenir actuacions interessants d'actors de Hollywood establerts. La seva primera pel·lícula nord-americana va ser Assumptes bruts, que va ajudar a reviure la carrera de Richard Gere. El seu proper llargmetratge de Hollywood, Mr. Jones, va ser mal entès per l'estudi, que va intentar comercialitzar la història depressiva com una pel·lícula per sentir-se bé, donant lloc a un fracàs de taquilla. Figgis va abocar el seu desencant amb la indústria cinematogràfica a Leaving Las Vegas, protagonitzada per Nicolas Cage i Elisabeth Shue, la qual cosa va valdre a Figgis les nominacions als Oscars a la millor direcció i millor guió. Va seguir amb el drama romàntic One Night Stand, protagonitzat per Wesley Snipes i Nastassja Kinski, però la pel·lícula va rebre una resposta pobra. de la crítica i va ser un fracàs comercial. La seva pel·lícula més ambiciosa fins ara és la pel·lícula de baix pressupost The Loss of Sexual Innocence, una pel·lícula autobiogràfica de base lliure del mateix director.
El 2007, Figgis va rodar Love Live Long ambientat entre Istanbul i Bratislava a l'infame Ral·li Gumball 3000, protagonitzat per Sophie Winkleman i Daniel Lapaine. L'any 2008, Transport for London va demanar que l'ajudés a rodar una pel·lícula d'informació pública titulada A Little Thought From Each of Us, A Big Difference For Everyone, fomentant un comportament més considerat en els sistemes de transport públic de Londres, que després es va veure als cinemes de Londres. L'anunci constava de la pantalla dividida en quatre seccions, cada secció mostrava un dels quatre escenaris, tots en el mateix autobús de dos pisos. Al final de l'anunci, es van resoldre els escenaris que generaven fricció i l'anunci acabava amb "Una mica de pensament de cadascun de nosaltres. Una gran diferència per a tothom".

### Vídeo digital
Les incursions en la tecnologia del vídeo digital van portar Figgis a concebre i dirigir Timecode, que va aprofitar la tecnologia per crear una pel·lícula conjunta rodada simultàniament amb quatre càmeres totes en una i també presentat simultàniament i sense tallar, dividint la pantala en quatre parts. Va tornar a l'enfocament de quatre pantalles del Timecode per a la seva secció de Ten Minutes Older, però també ha treballat en peces documentals incloent un segment de  The Blues (anomenat Red, White, and Blues) i una peça breu sobre el flamenc. La seva curiositat per l'ús cinematogràfic del temps l'ha portat a citar la versió cinematogràfica de Robert Enrico de 1962 de La Rivière du hibou com una pel·lícula influent per a ell. Figgis té una relació d'amor-odi ben documentada amb el sistema de Hollywood que el porta a ser sovint un crític obert del sistema alhora que desespera la manca d'una alternativa millor. En una aparició a Camerimage l'any 2005, va expressar l'opinió que la realització de cinema s'havia tornat "avorrida i potser havia de ser encara pitjor abans que pogués sorgir res millor", almenys en reacció.
En un dels esdeveniments Shooting People l'any 2005, va dir que la realització de pel·lícules amb una petita càmera digital va fer que l'experiència s'assemblava més a la pintura o l'escriptura de novel·les que a la indústria del cinema. La seva fascinació per la tecnologia de les càmeres també l'ha portat a crear una plataforma d'estabilització de càmeres per a càmeres de vídeo més petites, anomenada Fig Rig que col·loca la càmera en una plataforma subjecta dins d'un sistema semblant a un volant i des de llavors ha fet publicat per Grup Manfrotto.
Per promocionar un nou telèfon amb càmera, Sony Ericsson va encarregar a Figgis la creació de Life Captured, un curtmetratge fet amb instantànies de telèfons mòbils preses per 14 persones d'Europa, Orient Mitjà i Àfrica, que van ser seleccionades per enviar una sèrie de fotos després de guanyar el concurs mundial.

## Carrera educativa
Figgis, des del 2008, és professor d'estudis cinematogràfics a l'European Graduate School de Saas-Fee, Suïssa, on dirigeix seminaris intensius d'estiu.
Figgis va ser nomenat Associat Honorari de la London Film School.

## Filmografia

### Pel·lícula
| Any  | Títol                        | Director | Guionista | Productor | Compositor | Notes                                 |
| ---- | ---------------------------- | -------- | --------- | --------- | ---------- | ------------------------------------- |
| 1988 | Dilluns tempestuós           | Sí       | Sí        | No        | Sí         |                                       |
| 1990 | Assumptes bruts              | Sí       | No        | No        | Sí         |                                       |
| 1991 | Liebestraum                  | Sí       | Sí        | No        | Sí         |                                       |
| 1993 | Mr. Jones                    | Sí       | No        | No        | No         |                                       |
| 1994 | La versió Browning           | Sí       | No        | No        | No         |                                       |
| 1995 | Leaving Las Vegas            | Sí       | Sí        | No        | Sí         |                                       |
| 1997 | One Night Stand              | Sí       | Sí        | Sí        | Sí         |                                       |
| 1999 | The Loss of Sexual Innocence | Sí       | Sí        | Sí        | Sí         |                                       |
| 1999 | Miss Julie                   | Sí       | No        | Sí        | Sí         |                                       |
| 2000 | Timecode                     | Sí       | Sí        | Sí        | Sí         |                                       |
| 2001 | Hotel                        | Sí       | Story     | Sí        | Sí         |                                       |
| 2002 | Ten Minutes Older: The Cello | Sí       | Sí        | No        | No         | Segment About Time 2                  |
| 2003 | Cold Creek Manor             | Sí       | No        | Sí        | Sí         |                                       |
| 2008 | Love Live Long               | Sí       | Sí        | Sí        | Sí         | També director de fotografia          |
| 2012 | Suspension of Disbelief      | Sí       | Sí        | Executiu  | Sí         | També director de fotografia i editor |

Documental
| Any  | Títol                      | Notes                                                     |
| ---- | -------------------------- | --------------------------------------------------------- |
| 1997 | Flamenco Women             |                                                           |
| 2001 | The Battle of Orgreave     |                                                           |
| 2004 | Co/Ma                      | També productor executiu, director de fotografia i editor |
| 2017 | The Battle of Hastings     |                                                           |
| 2019 | Somebody Up There Likes Me |                                                           |

### Televisió
Telefilms
| Any  | Títol         | Director | Guionista | Productor | Compositor | Notes        |
| ---- | ------------- | -------- | --------- | --------- | ---------- | ------------ |
| 1984 | The House     | Sí       | Sí        | No        | Sí         |              |
| 1991 | Women & Men 2 | Sí       | Sí        | Sí        | Sí         | Segment Mara |

Sèries de televisió
| Any  | Títol            | Notes                                    |
| ---- | ---------------- | ---------------------------------------- |
| 2003 | The Blues        | Episodi "Red, White, And Blues"          |
| 2004 | The Sopranos     | Episodi "Cold Cuts"                      |
| 2008 | Canterbury's Law | Episodi "Pilot"; Also executive producer |
| 2018 | The Affair       | Episodi "401"                            |